# Outarde d'Australie
Ardeotis australis
Espèce
Statut de conservation UICN

 LC  : Préoccupation mineure
Statut CITES
L'Outarde d'Australie (Ardeotis australis) est une espèce d'oiseaux appartenant à la famille des Otididae.